# Titularbistum Siminina
Siminina ist ein Titularbistum der römisch-katholischen Kirche. 
Es geht zurück auf einen untergegangenen Bischofssitz in der gleichnamigen antiken Stadt, die in der römischen Provinz Africa proconsularis (heute nördliches Tunesien) lag. Der Bischofssitz war der Kirchenprovinz Karthago zugeordnet.
| Titularbischöfe von Siminina |                                  |                                                   |                    |                    |
| Nr.                          | Name                             | Amt                                               | von                | bis                |
| 1                            | Nestor Bihonda                   | Weihbischof in Gitega (Burundi)                   | 6. Mai 1965        | 5. September 1968  |
| 2                            | Alphonse-Marie-Victor Fresnel CM | Apostolischer Vikar von Fort-Dauphin (Madagaskar) | 26. September 1968 | 21. Juli 1971      |
| 3                            | Petero Mataca                    | Weihbischof in Suva (Fidschi)                     | 27. August 1974    | 10. April 1976     |
| 4                            | Simon-Victor Tonyé Bakot         | Weihbischof in Douala (Kamerun)                   | 26. Juni 1987      | 22. März 1993      |
| 5                            | Giacinto-Boulos Marcuzzo         | Weihbischof in Jerusalem (Israel)                 | 29. April 1993     | 29. Oktober 1994   |
| 6                            | Robert Patrick Maginnis          | Weihbischof in Philadelphia (USA)                 | 24. Januar 1996    | 14. September 2022 |
| 7                            | Iyad Twal                        | Weihbischof in Jerusalem (Israel)                 | 17. Dezember 2024  |                    |